# Oxalis peruviana
Oxalis peruviana är en harsyreväxtart som beskrevs av J. Norlind. Oxalis peruviana ingår i släktet oxalisar, och familjen harsyreväxter. Inga underarter finns listade i Catalogue of Life.